# Ária
Az ária eredeti 16. századi jelentésében hangszerkíséretes szólóének, strófikus dal. Elődje a canzone volt, amelytől a 17. század elején különült el az oratóriumban, kantátában és az operában.
A leghíresebb nem-színpadi műfajok közül híresek többek között Johann Sebastian Bach és más barokk szerzők oratórium- és kantátaáriái.
Az ária az operákban a drámai mozzanatok közepette a lírai megállásokat jelenti (zenekarral kísért magánének). A fő hangsúly minden esetben az énekszólam dallamvonalán nyugszik. Az ária lehet dalszerűen a szöveghez simuló vagy szabadabb dallamszövésű, amikor is egyetlen szótag hosszabb dallamvonal alátámasztásául szolgál vagy pedig a szavak és szótag szabadon, tetszés szerint ismétlődnek. Mutathat továbbá strófikus szerkezetet vagy madrigálszerű, esetleg visszatérésen nyugvó dallamforma-felépítést.
A velencei operában kialakult a háromrészes da capo aria, amely egy évszázadon át uralkodó típus maradt, s amelyet rendszerint deklamatorikus énekbeszéd, azaz recitativo előz meg, így biztosítva a cselekmény folytonosságát. A strófikus szerkezetű dalok a mellékszereplők körére korlátozódtak. A francia operában az uralkodó típus a dalszerű felépítésű ária maradt. A nápolyi iskola komoly operáiban (opera seria) a zenekarkíséretes, koloratúrákban gazdagon díszített változata terjedt el, és formája ötrészessé bővült. Az ária a szereplő személyek lelkiállapotát gyakran természeti hasonlatokkal világítja meg, és különféle affektus-típusokkal jellemzi (düh, bosszú, gyász stb.). Az ária Glucknál elveszítette merev tipizálását és utat nyitott a mozarti-típusnak, amely már egyéni jellemek ábrázolására is képessé vált. A Mozartnál kialakult többrészes forma (recitativo-lassú rész-gyors rész) a 19. század olasz operáiban (Bellinitől egészen Verdiig) jelenetszerű felépítést kap és formáját mindenkor a drámai cselekmény, valamint az érzelmi történés határozza meg. Wagnernél és az idős Verdinél megszűnik recitativo és ária elkülönülése és az opera az énekbeszéd révén átkomponált jelleget ölt. Az áriának létezik az operától független hangversenyszerű formája is (koncertária), amely különösen Mozart és Beethoven életművében gyakori.

## Néhány felvétel
- Johann Sebastian Bach: Ich habe genug:
- Mozart: Don Giovanni: Leporello Regiszter-áriája
- Mozart: A varázsfuvola: Der Hölle Rache
- Beethoven: Fidelio: Komm' o Hoffnung
- Bizet: Carmen: Torreádor-dal
- Verdi: Rigoletto: La donna è mobile